# Carlos Castaño Gil
Artikeln följer den spanska namnseden; faderns efternamn är Castaño och moderns efternamn Gil.
Carlos Castaño Gil, född 16 maj 1965 i Amalfi i Antioquia i Colombia, död 16 april 2004 i San Pedro de Urabá i Antioquia, var en colombiansk paramilitär och narkotikasmugglare.
På tidigt 1980-tal grundade han och hans ena bror Fidel Castaño Gil den högerorienterade paramilitära organisationen Autodefensas Campesinas de Córdoba y Urabá (ACCU) efter att deras far hade blivit mördad av den marxist-leninistiska gerillarörelsen Farc 1981. En annan bror Vicente Castaño Gil anslöt sig senare till ACCU. Organisationen stödde Medellínkartellen och dess ledare Pablo Escobar men det skar sig senare med Escobar. Carlos Castaño Gil var dock den enda som höll kontakten med Escobar och 1989 utsåg Escobar honom till att vara den ansvarige för ett attentat som gick ut på att slå ut passagerarflygplanet Avianca Flight 203 med hjälp av väskbomb i syfte att döda presidentkandidaten César Gaviria. Den briserade under flygning och 110 personer omkom, 107 i flygplanet och tre som befann sig på marken och träffades av flygplansdelar. César Gaviria var dock inte ombord eftersom han i sista stund hade avstått från att flyga. Den enda som blev dömd för attentatet var en av Medellínkartellens torpeder, Dandeny Muñoz Mosquera, som fick tio livstidsdomar i amerikansk domstol eftersom två av passagerarna var amerikaner.
På tidigt 1990-tal blev han även fiende med Escobar och blev ledare, tillsammans med brodern och Diego Murillo Bejarano, över den av Calikartellen finansierade dödspatrullen Los Pepes som skulle slå ut Medellínkartellen och Escobar, dödspatrullen upplöstes efter att den colombianska nationella polisens specialstyrka Bloque de Búsqueda dödade Escobar i december 1993. Castaño Gil beordrade senare att brodern skulle mördas och Fidel försvann den 6 januari 1994, hans kvarlevor återfanns 2013 när en före detta paramilitär vid namn Jesús Roldán erkände att han mördat Fidel Castaño Gil på grund av kärlekstrubbel mellan bröderna. 1997 blev ACCU fusionerad med andra grupperingar och bildade Autodefensas Unidas de Colombia (AUC) och där han blev ledaren. 1999 mördades journalisten och komikern Jaime Garzón och en colombiansk domstol fann 2004 Castaño Gil medskyldig och han dömdes till 38 års fängelse in absentia. 2002 anklagade USA:s justitiedepartement AUC och honom för att ha smugglat in mer än 17 ton kokain till USA och Castaño Gil meddelade att han skulle överlämna sig till det amerikanska rättsväsendet för att stå till svars för det som han anklagades för. 2004 försvann Castaño Gil spårlöst men hans kvarlevor hittades 2006 efter att Jesús Roldán erkände att han hade mördat Carlos på order av brodern Vicente. Enligt källor var Castaño Gil kritisk mot den kokainförsäljning som AUC höll på med medan resten av toppskiktet, där Vicente ingick, ansåg att Castaño Gil började bli ett problem för dem. 2006 försvann även Vicente och Roldán hävdade 2013 att brodern blev mördad året efter att han försvann, dock är det inte bekräftat från myndighetshåll.